# Peypin
Peypin ist eine französische Gemeinde mit 5612 Einwohnern (Stand 1. Januar 2022) im Département Bouches-du-Rhône in der Region Provence-Alpes-Côte d’Azur.

## Geografie
Die Gemeinde liegt 26 Kilometer nordöstlich von Marseille und zwischen Gardanne und Aubagne. Nachbarorte sind La Destrousse (zwei Kilometer), Auriol (vier Kilometer), Cadolive (acht Kilometer) und Saint-Savournin (zehn Kilometer).
Der Ort liegt zwischen dem Massif du Garlaban und der Chaîne de l’Étoile.

## Geschichte
Im 12. Jahrhundert baute der Herr von Auriol eine Burg und wurde Herr über das Dorf, obwohl es deswegen zu Konflikten mit der Abtei Saint-Victor kam. Die Burg wurde im 16. Jahrhundert zerstört. 1870 wurde Peypin von der Gemeinde La Destrousse abgespalten.

## Demografie

### Bevölkerungsentwicklung
| Jahr      | 1962 | 1968 | 1975 | 1982 | 1990 | 1999 | 2008 | 2016 |
| Einwohner | 1304 | 1365 | 2018 | 2629 | 4155 | 4956 | 5336 | 5441 |

### Altersstruktur
31 Prozent der Bevölkerung sind 19 Jahre alt oder jünger. Vier Prozent der Bevölkerung sind 75 Jahre alt oder älter.

## Sehenswürdigkeiten
- Kirche Saint-Martin

## Verkehrsanbindung
Im Nachbarort La Destrousse befindet sich die Auffahrt zur A52.